# Ciara Mageean
Ciara Mageean (ur. 12 marca 1992 w Portaferry) – irlandzka lekkoatletka specjalizująca się w biegach średnich.
Międzynarodową karierę zaczynała od startu w juniorskich mistrzostwach świata w Bydgoszczy latem 2008. Rok później została wicemistrzynią świata juniorek młodszych w biegu na 800 metrów oraz wygrała bieg na 1500 metrów podczas olimpijskiego festiwalu młodzieży Europy. W 2010 w rywalizacji na dystansie 1500 metrów została wicemistrzynią świata juniorek oraz była finalistką igrzysk Wspólnoty Narodów. Srebrna medalistka mistrzostw Europy juniorów z Tallinna (2011). W 2016 zdobyła brąz na mistrzostwach Europy w Amsterdamie, natomiast rok później uczestniczyła w halowym czempionacie Starego Kontynentu w Belgradzie, w których nie ukończyła biegu. Zajęła 4. miejsce w biegu na 1500 metrów na mistrzostwach Europy w 2018 w Berlinie, 10. miejsce na tym dystansie na mistrzostwach świata w 2019 w Dosze. W 2022 została srebrną medalistką w biegu na 1500 metrów najpierw na igrzyskach Wspólnoty Narodów w Birmingham, a potem na mistrzostwach Europy w Monachium, oba razy przegrywając z Laurą Muir.
Złota medalistka mistrzostw Irlandii oraz reprezentantka kraju w drużynowych mistrzostwach Europy.
Trzykrotnie, w latach 2008–2010, brała udział w mistrzostwach Europy w biegach przełajowych.
Rekordy życiowe: bieg na 800 metrów – 1:59,69 (24 lipca 2020, Berno) rekord Irlandii; bieg na 1000 metrów – 2:31,06 (14 sierpnia 2020, Monako) rekord Irlandii, 9. wynik w historii światowej lekkoatletyki; bieg na 1500 metrów (stadion) – 3:55,87 (8 września 2023, Bruksela) rekord Irlandii; bieg na 1500 metrów (hala) – 4:06,42 (25 stycznia 2020, Boston) rekord Irlandii; bieg na milę (stadion) – 4:14,58 (21 lipca 2023, Monako) rekord Irlandii; bieg na milę (hala) – 4:28,31 (26 stycznia 2019, Boston) rekord Irlandii.

## Osiągnięcia
| Rok  | Impreza                                   | Miejsce          | Konkurencja    | Pozycja     | Wynik   | Reprezentacja |
| ---- | ----------------------------------------- | ---------------- | -------------- | ----------- | ------- | ------------- |
| 2008 | Mistrzostwa świata juniorów               | Bydgoszcz        | bieg na 1500 m | 10. miejsce | 4:26,87 | IRL           |
| 2008 | Mistrzostwa Europy w biegach przełajowych | Bruksela         | bieg juniorów  | 17. miejsce | 14:19   | IRL           |
| 2009 | Mistrzostwa świata juniorów młodszych     | Tyrol Południowy | bieg na 800 m  | 2. miejsce  | 2:03,07 | IRL           |
| 2009 | Letni europejski festiwal młodzieży       | Tampere          | bieg na 1500 m | 1. miejsce  | 4:15,46 | IRL           |
| 2009 | Mistrzostwa Europy w biegach przełajowych | Dublin           | bieg juniorów  | 9. miejsce  | 14:40   | IRL           |
| 2010 | Mistrzostwa świata juniorów               | Moncton          | bieg na 1500 m | 2. miejsce  | 4:09,51 | IRL           |
| 2010 | Igrzyska Wspólnoty Narodów                | Nowe Delhi       | bieg na 1500 m | 10. miejsce | 4:10,85 | NIR           |
| 2010 | Mistrzostwa Europy w biegach przełajowych | Albufeira        | bieg juniorów  | 7. miejsce  | 13:16   | IRL           |
| 2011 | I liga drużynowych mistrzostw Europy      | Izmir            | bieg na 1500 m | 4. miejsce  | 4:27,20 | IRL           |
| 2011 | Mistrzostwa Europy juniorów               | Tallinn          | bieg na 1500 m | 2. miejsce  | 4:16,82 | IRL           |
| 2012 | Mistrzostwa Europy                        | Helsinki         | bieg na 1500 m | eliminacje  | 4:19,23 | IRL           |
| 2016 | Mistrzostwa Europy                        | Amsterdam        | bieg na 1500 m | 3. miejsce  | 4:33,78 | IRL           |
| 2016 | Igrzyska olimpijskie                      | Rio de Janeiro   | bieg na 1500 m | półfinał    | 4:08,07 | IRL           |
| 2016 | Mistrzostwa Europy w biegach przełajowych | Chia             | bieg seniorek  | 31. miejsce | 26:55   | IRL           |
| 2017 | Halowe mistrzostwa Europy                 | Belgrad          | bieg na 1500 m | –           | DNF     | IRL           |
| 2017 | Mistrzostwa świata                        | Londyn           | bieg na 1500 m | eliminacje  | 4:10,60 | IRL           |
| 2018 | Halowe mistrzostwa świata                 | Birmingham       | bieg na 1500 m | eliminacje  | 4:11,81 | IRL           |
| 2018 | Igrzyska Wspólnoty Narodów                | Gold Coast       | bieg na 800 m  | eliminacje  | 2:03,30 | NIR           |
| 2018 | Igrzyska Wspólnoty Narodów                | Gold Coast       | bieg na 1500 m | 13. miejsce | 4:07,41 | NIR           |
| 2018 | Mistrzostwa Europy                        | Berlin           | bieg na 1500 m | 4. miejsce  | 4:04,63 | IRL           |
| 2019 | Halowe mistrzostwa Europy                 | Glasgow          | bieg na 1500 m | 3. miejsce  | 4:09,43 | IRL           |
| 2019 | Mistrzostwa świata                        | Doha             | bieg na 1500 m | 10. miejsce | 4:00,15 | IRL           |
| 2021 | Igrzyska olimpijskie                      | Tokio            | bieg na 1500 m | eliminacje  | 4:07,21 | IRL           |
| 2022 | Igrzyska Wspólnoty Narodów                | Birmingham       | bieg na 1500 m | 2. miejsce  | 4:04,14 | NIR           |
| 2022 | Mistrzostwa Europy                        | Monachium        | bieg na 1500 m | 2. miejsce  | 4:02,56 | IRL           |
| 2023 | Mistrzostwa świata                        | Budapeszt        | bieg na 1500 m | 4. miejsce  | 3:56,61 | IRL           |
| 2024 | Mistrzostwa Europy                        | Rzym             | bieg na 1500 m | 1. miejsce  | 4:04,66 | IRL           |